# Lam Ujong (Darussalam)
Lam Ujong is een bestuurslaag in het regentschap Aceh Besar van de provincie Atjeh, Indonesië. Lam Ujong telt 387 inwoners (volkstelling 2010).